# Phlesirtes bilineatus
Phlesirtes bilineatus är en insektsart som beskrevs av Lucien Chopard 1954. Phlesirtes bilineatus ingår i släktet Phlesirtes och familjen vårtbitare. Inga underarter finns listade i Catalogue of Life.